# 末野原站
末野原站（日语：／ Suenohara eki */?）是位於愛知縣豐田市豐榮町，愛知環狀鐵道的愛知環狀鐵道線車站。

## 歷史
在計劃建設此站時的臨時名稱為「彌榮站」。
- 1988年（昭和63年）1月31日 - 東海旅客鐵道（JR東海）岡多線由愛知環狀鐵道繼承，同日此站啟用[1]。
- 1989年（平成元年）度 - 上下行線月台長度由2卡延長至4卡[1]。
- 2003年（平成15年）12月8日 - 成為有人車站（只限檢票業務）[2]。
- 2006年（平成18年）1月6日 - 設置自動售票機。開始販賣車票[2]。
- 2013年（平成25年）
  - 3月26日 - 旅客通道加設上蓋[2]。
  - 4月7日 - 設置站員並整年營業（從前於星期日及假日休息）[3]。
- 2019年（平成31年）3月2日 - 此站開始可以使用IC卡「TOICA」[4]。

## 車站構造
車站是一座地面車站，設有2面2線相對式月台。車站建在路塹上，車站出入口設有樓梯級。
在車站啟用當初於迴旋路內設有免費停車場，後來2010年豐田市於站前進行工程，增設市營停車場（收費），免費停車站廢止。

### 月台
| 月台 | 路線            | 上下行 | 方向                 | 月台可容納 |
| ---- | --------------- | ------ | -------------------- | ---------- |
| 1    | ■愛知環狀鐵道線 | 上行   | 中岡崎、岡崎方向     | 4卡        |
| 2    | ■愛知環狀鐵道線 | 下行   | 三河豐田、高藏寺方向 | 4卡        |

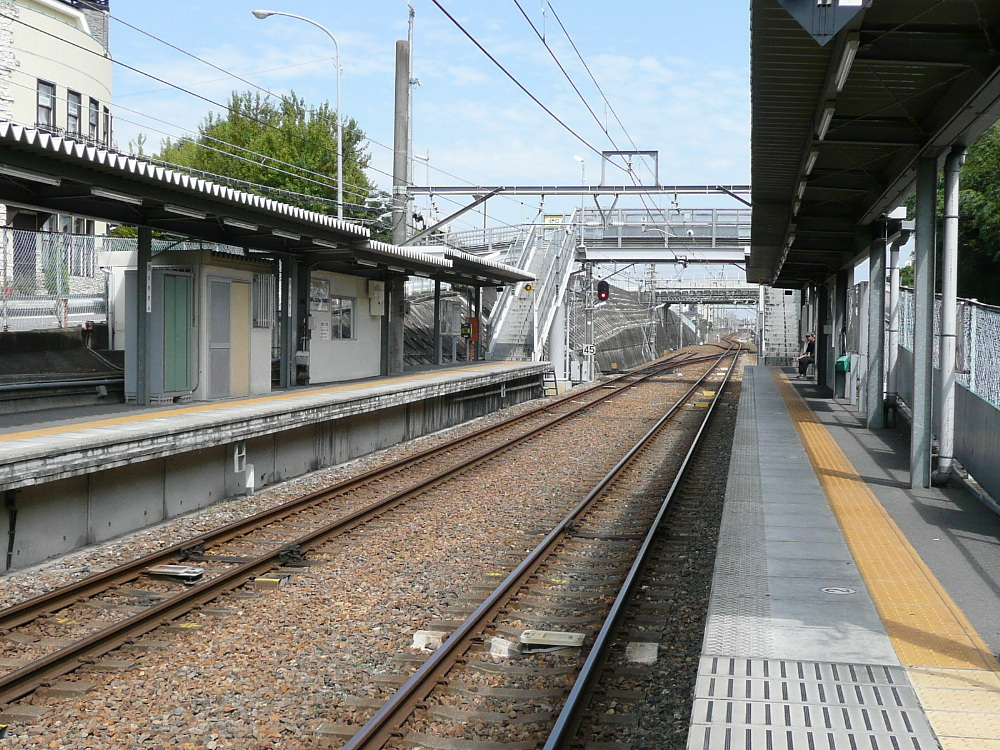
月台
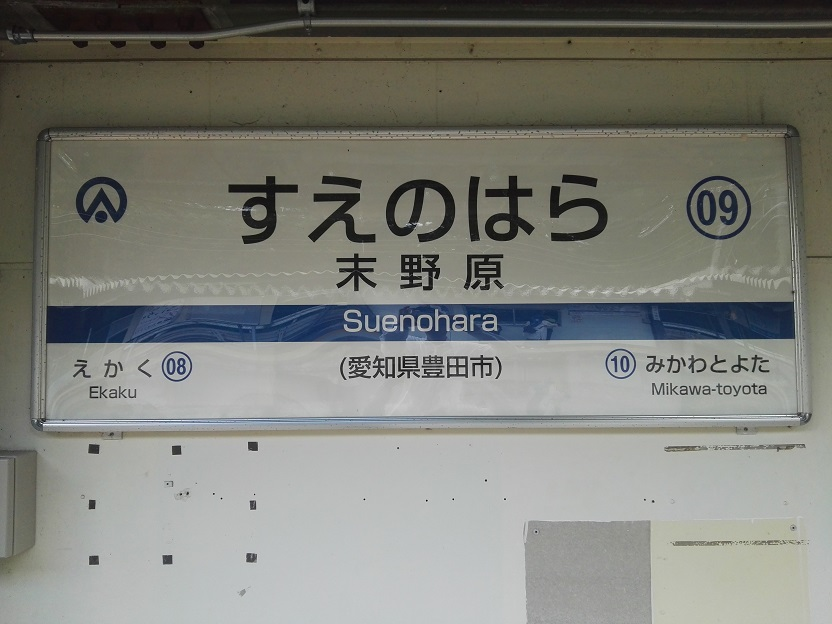
站名牌
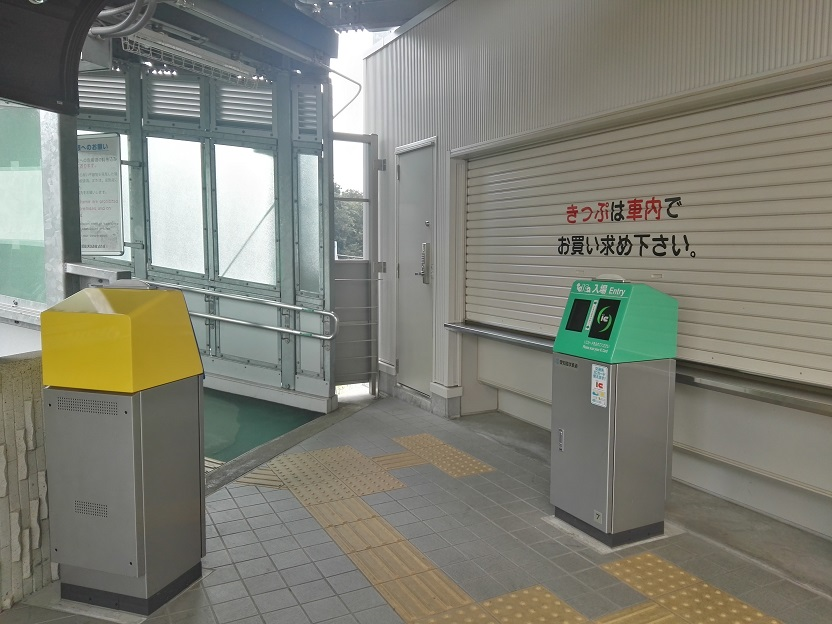
簡易TOICA閘機
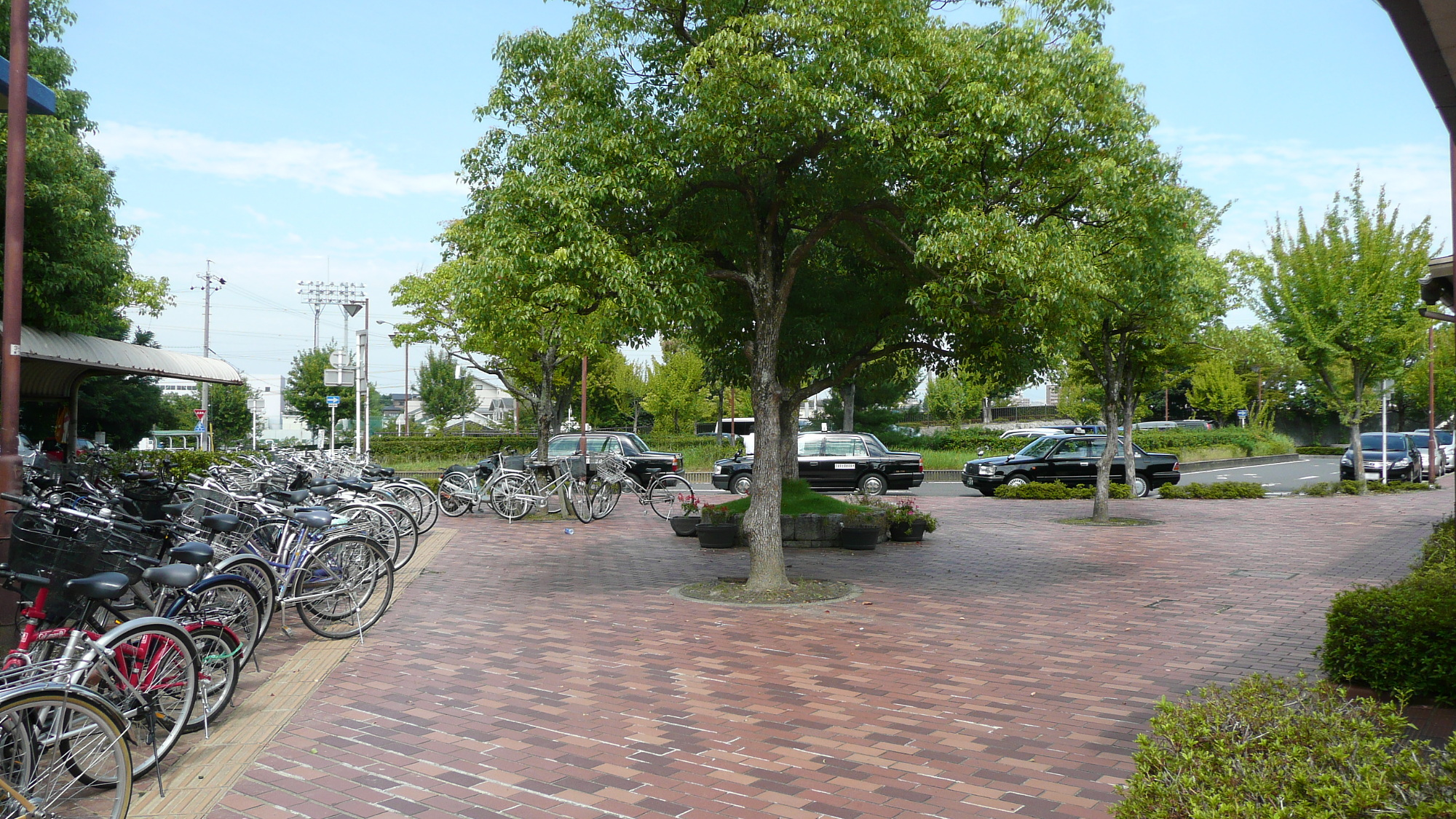
站前廣場
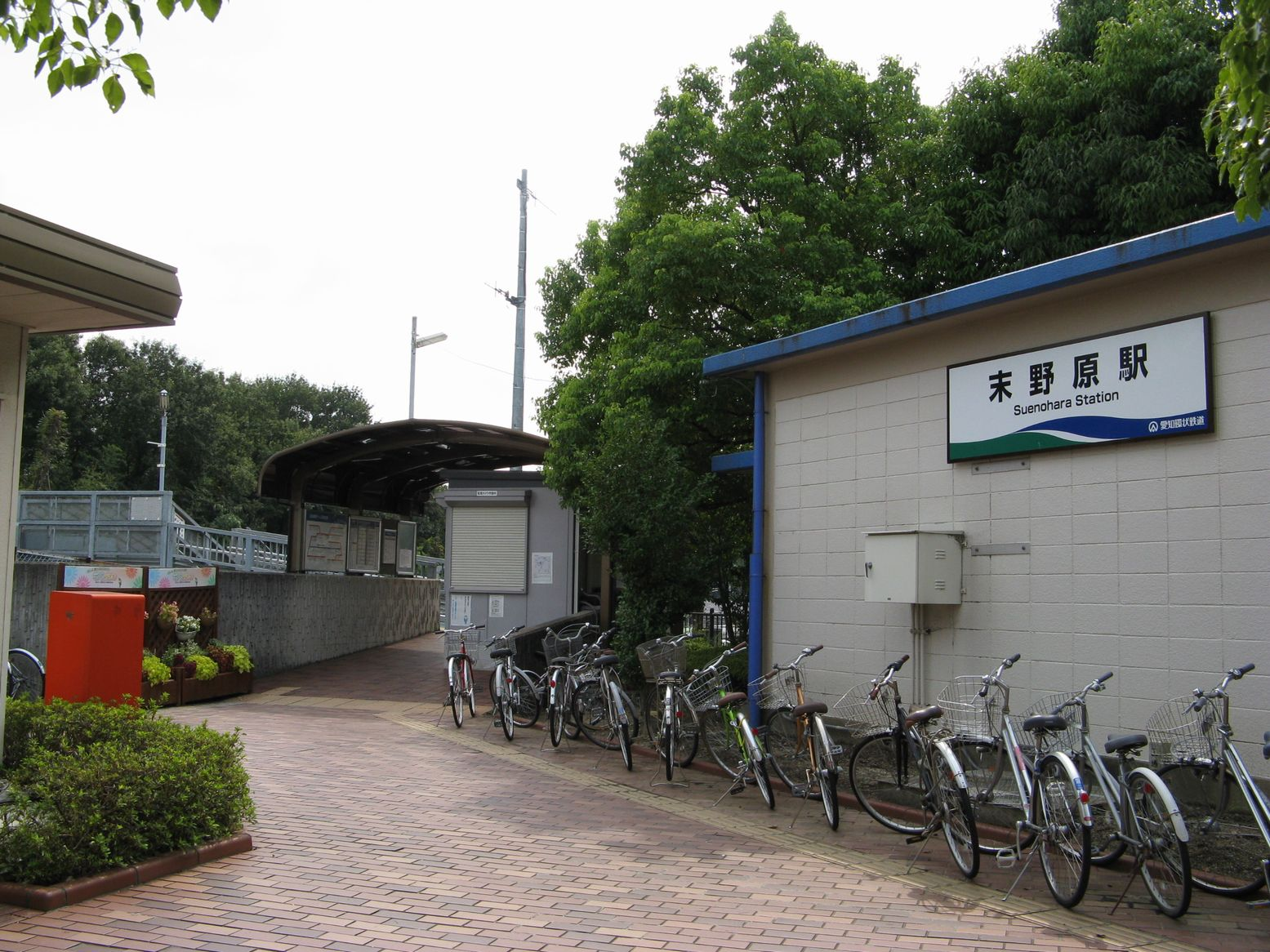
中央後方為車站大樓，月台位於左後方的路塹下

## 使用狀況
根據「豐田市統計書」和「移動等圓滑化取組報告書」，以下為1日平均使用人次列表。
- 2003年度 1,306人
- 2004年度 1,332人
- 2005年度 1,692人（愛知萬博舉行當年）
- 2006年度 1,608人
- 2007年度 1,680人
- 2008年度 1,782人
- 2009年度 1,669人
- 2010年度 1,687人
- 2011年度 1,831人
- 2012年度 2,036人
- 2013年度 2,123人
- 2014年度 2,180人
- 2015年度 2,244人
- 2016年度 2,286人
- 2017年度 2,379人
- 2018年度 2,508人
- 2019年度 2,567人
- 2020年度 1,878人

## 車站周邊
車站東北方為茶園，南邊為森林。西北方為住宅區。
- 豐田市生涯學習中心 末野原交流館 : 設有多用途會堂等生涯學習活動據點。
- 愛知縣立豐野高等學校（日语：愛知県立豊野高等学校）
- 豐田市立末野原中學（日语：豊田市立末野原中学校）
- 國道248號（日语：国道248号）（豐田南北線）
- 愛知縣道489號本地鴛鴨線（日语：愛知県道489号本地鴛鴨線）

## 巴士路線
末野原站
- 上鄉地域巴士(通稱：NicoNico巴士)末野原線。末野原線只於星期二、四服務。

## 相鄰車站
愛知環狀鐵道
愛知環狀鐵道線
永覺（08）－末野原（09）－三河豐田（10）

## 注腳
1. 1 2 3 4 5  《愛知環状鉄道の30年》配線略圖，愛知環狀鐵道株式會社，2019年
2. 1 2 3  《愛知環状鉄道の30年》年表，愛知環狀鐵道株式會社，2019年
3. ↑  末野原駅の通年営業化について（日語） - 愛知環狀鐵道（2013年4月9日，2017年12月5日參閲）
4. ↑   (PDF) (新闻稿). 愛知環状鉄道. 2018-12-12  [2020-11-08]. （原始内容 (PDF)存档于2019-06-02） （日语）.
5. ↑  愛知環状鉄道駅前駐車場 （页面存档备份，存于）（日語） - 豐田市
6. ↑  オープンデータ　データ提供　豊田市統計書 （页面存档备份，存于）（日語） - 豐田市
7. ↑  移動等円滑化取組計画書・報告書 （页面存档备份，存于）（日語） - 愛知環狀鐵道

## 外部連結
- 末野原站資訊 （页面存档备份，存于）（日語） - 愛知環狀鐵道